# Prunus
Prunus is een geslacht van bomen uit de rozenfamilie (Rosaceae). Vertegenwoordigers van dit geslacht komen van nature bijna wereldwijd voor (ze ontbreken in de Sahara, Australië, het noorden van Canada en in Groenland). Het geslacht omvat ruim 300 soorten.
De vrucht is een steenvrucht.

## Soorten in Nederland
Volgens de 23e druk van Heukels' Flora van Nederland komen – inheems, verwilderd of aangeplant – de volgende soorten in Nederland voor:
- Weichselboom (Prunus mahaleb)
- Laurierkers (Prunus laurocerasus)
- Amerikaanse vogelkers (Prunus serotina) (ook wel 'late troskers' of 'bospest')
- Gewone vogelkers (Prunus padus)
- Kleine vogelkers (Prunus virginiana)
- Zure kers (Prunus cerasus)
- Zoete kers (Prunus avium)
- Sleedoorn (Prunus spinosa)
- Kerspruim (Prunus cerasifera)
- Pruim (Prunus domestica)

## Ondergeslachten
Taxonomen hebben door de jaren heen verschillende indelingen gemaakt voor de ondergeslachten en soorten in het geslacht Prunus. Volgens fylogenetisch onderzoek door Shuo Shi et al. (2013) kan het geslacht worden opgedeeld in drie ondergeslachten:
- subg. Cerasus (kersen)
- subg. Padus
- subg. Prunus
  - sect. Amygdalus (amandelen)
  - sect. Armeniaca (abrikozen)
  - sect. Emplectocladus
  - sect. Microcerasus
  - sect. Prunocerasus
  - sect. Prunus (pruimen)
  - sect. Persicae (perziken)

### Cerasus
In het ondergeslacht Cerasus (Prunus subg. Cerasus (Mill.) Peterm.) worden de sierkersen met 1 winterknop per bladoksel geplaatst. Eerder werden ook de secties Prunus sect. Laurocerasus, Prunus sect. Padus en Prunus sect. Microcerasus in dit ondergeslacht geplaatst, maar op basis van het werk van Shi et al. (2013) lijkt een plaats voor die secties in het ondergeslacht Prunus juister. Enkele soorten uit dit ondergeslacht:
- Prunus apetala (Siebold & Zucc.) Franch. & Sav.
- Prunus avium (L.) L. – Zoete kers
- Prunus campanulata Maxim.
- Prunus canescens Bois.
- Prunus cerasus L. – Zure kers
- Prunus emarginata (Douglas ex Hook.) Walp.
- Prunus fruticosa Pall.
- Prunus incisa Thunb. – Fujikers
- Prunus itosakura Siebold
- Prunus jamasakura Siebold ex Koidz.
- Prunus leveilleana Koehne (syn. Prunus verecunda (Koidz.) Koehne)
- Prunus maackii Rupr. (syn. Prunus glandulifolia Rupr. & Maxim.)
- Prunus mahaleb L. – Weichselboom
- Prunus maximowiczii Rupr.
- Prunus nipponica Matsum.
- Prunus pensylvanica L.f.
- Prunus pseudocerasus Lindl.
- Prunus rufa Wall ex Hook.f.
- Prunus rufoides C.K.Schneid. (syn. Prunus dielsiana C.K. Schneid.)
- Prunus sargentii Rehder
- Prunus serrula Franch.
- Prunus serrulata Lindl. (syn. Prunus veitchii Koehne ) – Japanse sierkers
- Prunus shikokuensis (Moriya) H.Kubota
- Prunus speciosa (Koidz.) Nakai
- Prunus takesimensis Nakai
- Prunus ×yedoensis Matsum.

### Padus
Onder het ondergeslacht Padus (Prunus subg. Padus (Mill.) Peterm. ) vallen de subclades; 
- vogelkersen (Padus) – 5 kroonbladen en 5 kelkbladen
- laurierkersen (Laurocerasus)
- Maddenia
- tropische soorten (Pygeum)

De soorten die bij de subg. Padus horen zijn:
- Prunus africana – Afrikaanse kers
- Prunus greyana
- Prunus laurocerasus – Laurierkers
- Prunus lyonii
- Prunus myrtifolia
- Prunus napaulensis
- Prunus padus – Gewone vogelkers
- Prunus pleuradenia
- Prunus serotina  – Amerikaanse vogelkers, ook wel late troskers of bospest
- Prunus ssiori
- Prunus virginiana – Kleine vogelkers[4]

### Prunus
Onder het ondergeslacht Prunus (Prunus subg. Prunus), vallen de amandelen, abrikozen, perziken, pruimen en dwergkersen.
... · 
P. armeniaca (Abrikoos) · 
P. avium (Zoete kers) · 
P. cerasifera (Kerspruim) · 
P. cerasus (Zure kers) · 
P. domestica (Pruim) · 
P. dulcis (Amandelboom) ·
P. incisa (Fujikers) · 
P. insititia (Kroosje) · 
P. itosakura · 
P. laurocerasus (Laurierkers) · 
P. maackii · 
P. mahaleb (Weichselboom) · 
P. mume (Japanse abrikoos) · 
P. padus (Gewone vogelkers) · 
P. persica (Perzik) · 
P. salicina × armeniaca (Pluot) · 
P. serrulata (Japanse sierkers) · 
P. serotina (Amerikaanse vogelkers) · 
P. sibirica · 
P. spinosa (Sleedoorn) · 
P. ×syriaca (Mirabel) · 
P. ×yedoensis  · 
...
... · 
Acaena (stekelnootje) · 
Adenostoma · 
Agrimonia (agrimonie) · 
Alchemilla (vrouwenmantel) · 
Amelanchier (krentenboompje) · 
Aphanes (leeuwenklauw) · 
Aronia (appelbes) · 
Aruncus · 
Comarum · 
Cotoneaster (dwergmispel) · 
Crataegus (meidoorn) · 
Cydonia (kweepeer) · 
Dryas · 
Eriobotrya · 
Filipendula (spirea) · 
Fragaria (aardbei) · 
Geum (nagelkruid) · 
Hagenia · 
Kerria (ranonkelstruik) · 
Malus (appel) · 
Mespilus · 
Potentilla (ganzerik) · 
Prunus · 
Pyracantha 
Pyrus (peer) · 
Rosa (roos) · 
Rubus (braam) · 
Sanguisorba (pimpernel) · 
Sorbaria · 
Sorbus (lijsterbes) · 
...